# Agorà 2
Agorà 2 è il secondo album discografico del gruppo di jazz-rock e rock progressivo italiano degli Agorà, pubblicato dalla casa discografica Atlantic Records nel 1976.

## Tracce
Lato A
Testi e musiche di Agorà.
1. Punto rosso – 5:24
2. Piramide di domani – 6:01
3. Tall El Zaatar – 8:25

Durata totale: 19:50
Lato B
Testi e musiche di Agorà.
1. La bottega di Duilio – 5:52
2. Simbiosi (Vasi comunicanti) – 5:28
3. Cavalcata solare – 8:40

Durata totale: 20:00

## Formazione
- Roberto Bacchiocchi - pianoforte (fender rhodes)
- Renato Gasparini - chitarra, chitarra a 12 corde Eko
- Lucio Cesari - basso fender, percussioni
- Nino Russo - sassofono baritono, percussioni
- Mauro Mencaroni - batteria
- Ovidi Urbani - sassofono soprano

Note aggiuntive
- Pier Tacchini - produttore, produttore esecutivo
- Registrato al CAP Studio di Milano, Italia, dall'8 al 23 settembre, 1976
- Angelo Arienti - ingegnere delle registrazioni
- Angelo Arienti, Pier Tacchini e Agorà - mixer
- Maurizio Catani - design copertina album
- Roberto Masotti - fotografie
- Nicky Antonucci Ferrara - coordinatore grafico
- Mario Convertino - artwork
- Matthias Scheller - note interne[2]